# Récepteur adrénergique
 (décembre 2014).
Si vous disposez d'ouvrages ou d'articles de référence ou si vous connaissez des sites web de qualité traitant du thème abordé ici, merci de compléter l'article en donnant les références utiles à sa vérifiabilité et en les liant à la section « Notes et références ».
Les récepteurs adrénergiques (ou adrénorécepteurs) sont une classe de récepteurs couplés aux protéines G. Leurs ligands endogènes sont des catécholamines : l'adrénaline et la noradrénaline, ainsi que la dopamine. Ils permettent entre autres la transduction cellulaire et tissulaire de l'activation du système nerveux sympathique. Ils sont la cible de nombreux médicaments traitant diverses maladies telles que l'hypertension artérielle, l'insuffisance cardiaque, certaines maladies pulmonaires, glaucome ou la migraine.

## Introduction
Les récepteurs adrénergiques sont des récepteurs couplés aux protéines G. Cela implique que leur structure globale et mode d'action sont similaires. Cependant leurs effets physiologiques varient fortement de par leurs seconds messagers et leurs localisations tissulaires multiples. Il est ainsi possible de déterminer des sous-types de récepteurs.
Le relargage de noradrénaline, neurotransmetteur du système nerveux sympathique, provoque l'activation des récepteurs. Leurs effets, bien que différents, ont un objectif commun : préparer le corps à un effort, une dépense d'énergie. Un exemple concret d'activation du système sympathique est une situation de menace : l'organisme se conditionne pour fuir. Le cœur s'accélère, les artères se contractent ou se dilatent pour assurer un débit sanguin et un apport en dioxygène optimal. Il se produit une mydriase (dilatation des pupilles) et la glycogénolyse hépatique se déclenche pour apporter du glucose, source d'énergie, aux cellules (notamment musculaires).
Les hormones thyroïdiennes ont une action permissive vis-à-vis de l'adrénaline : elles augmentent le nombre de récepteurs adrénergiques à la surface des cellules.

## Sous-types de récepteurs

### Récepteurs α1
Les récepteurs α1 (alpha-1) sont couplés à une protéine Gq activatrice d'une enzyme, la phospholipase C (PLC), sous-type β. Celle-ci clive son substrat, un phospholipide membranaire, le phosphatidylinositol 4,5 diphosphate (PIP2) pour obtenir l'inositol 1,4,5-trisphosphate (IP3) et un diacylglycérol (DAG). L'IP3 va se lier à son récepteur à la surface du réticulum endoplasmique (RE). Ce dernier est un canal calcique qui permet la sortie massive du calcium du RE vers le cytosol entraînant l'augmentation de la concentration intracellulaire de calcium. Cela provoque une contraction musculaire. Le DAG est un activateur de la protéine kinase C (PKC).
Effets :
- Œil : mydriase (muscle radial de l'iris).
- Cellules musculaires lisses vasculaires : les récepteurs α1 sont présents sur tous les vaisseaux sanguins. Ils sont prédominants par rapport aux récepteurs β2 vasculaires excepté dans les artères coronaires et dans les muscles squelettiques. La vasoconstriction globale permet de privilégier l'oxygénation cardiaque et musculaire. La vasoconstriction augmente la pression artérielle.
- Contraction des fibres musculaires lisses : urogénital, bronchiques. Ils ne sont pas prédominants par rapport aux récepteurs β2 dans les bronches, qui ont eux un effet relaxant sur les fibres lisses.
- Tractus gastro-intestinal et vessie : contraction des sphincters, mais relâchement du tube digestif.

Ligands :
- Agonistes α1-adrénergiques : éphédrine, phényléphrine, naphazoline, modafinil.
- Antagonistes α1-adrénergiques : alfuzosine, doxazosine, prazosine, phentolamine, quinidine, urapidil, nicergoline[1].

### Récepteurs α2
Les récepteurs α2 (alpha-2) sont couplés à une protéine Gi. Activés, ils inhibent l'adénylate cyclase (AC), diminuent la concentration intracellulaire d'AMP cyclique (AMPc) et donc l'activité de la protéine kinase A (PKA) AMPc-dépendante. Ils sont situés dans le système nerveux central (sous-type α2A), dans les corps ciliaires de l'œil, le pancréas, le tissu adipeux (sur les adipocytes) et la thyroïde. Les effets sont divers selon la localisation : inhibition neuronale, contraction musculaire, sécrétion ou exocytose.
Effets :
- Œil : diminution de la sécrétion d'humeur aqueuse.
- Neurovégétatif : inhibition du tonus du système sympathique (récepteurs périphériques), analgésie et sédation (récepteurs centraux).
- Pancréas : diminution de la sécrétion d'insuline (augmentation de la glycémie).
- Adipocytes : inhibition de la lipolyse.
- Système circulatoire : stimulation de l'agrégation plaquettaire.
- Thyroïde : inhibition de la production d'hormone thyroïdienne[2].

Ligands :
- Agonistes α2-adrénergiques : apraclonidine, brimonidine, clonidine, rilménidine, xylazine, médétomidine, détomidine, romifidine.
- Antagonistes α2-adrénergiques : phentolamine, yohimbine, atipamézole[3].

### Récepteurs β1
Leur action est médiée par une protéine Gs stimulatrice de l'adénylate cyclase, permettant ainsi la synthèse d'AMPc.
Les récepteurs β1 sont localisés au niveau cardiaque et rénal.
Effets :
- Stimulation cardiaque : renforcement de la force de contraction, augmentation de la fréquence cardiaque, de la vitesse de conduction et de l'excitabilité (action inotrope, chronotrope, dromotrope, bathmotrope positive respectivement).
- Sécrétion de rénine.
- Œil : sécrétion d'humeur aqueuse.
- Tube digestif : relâchement.
- système immunitaire : ils contribuent à la perte d'efficacité des lymphocytes T[4].

Ligands :
- Agonistes β1-adrénergiques : isoprénaline, dobutamine.
- Antagonistes β1-adrénergiques ou β-bloquants : on distingue les cardiosélectifs (ou β1-sélectifs) et les non cardiosélectifs :
  - Cardiosélectifs : acébutolol, aténolol, bétaxolol, bisoprolol, céliprolol, esmolol, métoprolol, nébivolol.
  - Non cardiosélectifs : cartéolol, carvédilol, labétalol, lévobunolol, nadolol, oxprénolol, pindolol, propranolol, sotalol, timolol.

Il est à noter que le cartéolol et le céliprolol ont également des propriétés agonistes β2-adrénergiques.

### Récepteurs β2
Ils sont situés au niveau des fibres musculaires lisses du poumon, de la vessie, de l'utérus ainsi que dans les vaisseaux coronaires. Ces récepteurs ont un rôle relaxant sur les fibres musculaires lisses.
- Au niveau du poumon, ils provoquent une broncho-dilatation d'où l'utilisation des β2-mimétiques (sympathomimétique) dans l'asthme et la BPCO.
- Au niveau des coronaires, ils provoquent une dilatation augmentant la perfusion cardiaque et permettent ainsi une augmentation de la fréquence cardiaque due aux récepteurs β1.
- Métabolisme : augmentation de la glycémie, de la consommation de dioxygène et du métabolisme cellulaire.
- Mastocytes : inhibition de leur dégranulation.
- Ralentissement du transit intestinal par diminution du péristaltisme

Ligands : 
- Agonistes β2-adrénergiques : clenbutérol[5], salbutamol[6].
- Antagonistes β2-adrénergique : butoxamine[7].

### Récepteurs β3
Les récepteurs β3-adrénergiques jouent un rôle important dans la relaxation des fibres musculaires lisses de l'utérus, de la vessie et des vaisseaux sanguins. Durant plusieurs années ils ont également été présentés comme acteurs majeurs dans la stimulation de la lipolyse des cellules adipeuses. Cependant, cet effet sur les cellules adipeuses reste encore à prouver car de nombreuses études contredisent cette action. Néanmoins, un médicament stimulant les récepteurs β3 est actuellement à l'essai chez l'être humain. Il existe des récepteurs β3 présynaptiques modulant la libération des catécholamines.

## Ligands
Les catécholamines sont les ligands endogènes des récepteurs adrénergiques. L'adrénaline a une affinité égale pour les récepteurs α et β. La noradrénaline est plus affine pour les récepteurs α que pour les β (α > β1 > β2, affinité très faible avec β2). La dopamine peut aussi se fixer sur les récepteurs adrénergique avec une affinité moindre.
Suivant s'ils sont agonistes ou antagonistes d'un certain type de récepteurs les médicaments peuvent avoir un effet sympatomimétique ou sympatholytique.
Certains médicaments comme les dérivés de l'ergot de seigle (dihydroergotamine) ou les neuroleptiques (mirtazapine) ont des effets sur plusieurs récepteurs dont les récepteurs adrénergiques.

## Utilisation thérapeutique
Les agonistes et antagonistes adrénergiques tiennent aujourd'hui une place importante dans la pharmacopée.
Les β-bloquants sont indiqués dans plusieurs pathologies cardiovasculaires: l'hypertension artérielle, l'insuffisance cardiaque, et l'insuffisance coronarienne (angor, infarctus du myocarde). Ils réduisent la fréquence cardiaque, la pression artérielle et la consommation en O2 du cœur. Ils constituent également la classe II des antiarythmiques selon la classification de Vaughan-Williams.
Autres domaines: 
- Cardiologie : les agonistes des récepteurs α2 comme la clonidine sont indiqués en seconde intention dans le traitement de l'hypertension artérielle de par leur effet sympatholytique central.
- Ophtalmologie : les collyres à base de β-bloquants ou d'agonistes α-adrénergiques sont indiqués dans le traitement du glaucome chronique à angle ouvert.
- Pneumologie : les agonistes β2 (ou β2-mimétiques) sont indiqués dans le traitement de l'asthme (salbutamol).
- Urologie : les alpha-bloquants sont aussi indiqués pour faciliter l'évacuation de l'urine par la vessie en cas d'hypertrophie bénigne de la prostate par exemple.

La multiplicité des récepteurs adrénergiques et la sélectivité imparfaite des molécules sont à l'origine des effets indésirables des médicaments : par exemple, les β-bloquants sont contre-indiqués en cas d'asthme car ils peuvent générer des bronchospasmes par antagonismes des récepteurs β2 pulmonaires. Même constat dans le domaine obstétrique où les β2-mimétiques étaient utilisés pour endiguer les contractions utérines chez la femme enceinte (en cas de menace d'accouchement prématuré par exemple) : aujourd'hui ils ne sont plus utilisés dans cette indication à la suite des effets secondaires cardiovasculaires qu'ils peuvent entraîner. 